# Quốc kỳ Gambia

Flag ratio: 2:3

Quốc kỳ Gambia (tiếng Anh: Flag of Gambia) là do Pa Louis Thomasi vẽ kiểu gồm ba dải ngang màu đỏ, lam, và lục. Xen kẽ mỗi dải là một sọc trắng. Màu đỏ tượng trưng cho Mặt trời và đồng cỏ savanna. Màu lục tượng trưng cho đất đai rừng xanh bao phủ đất nước này. Màu lam tượng trưng cho sông Gambia chảy giữa bình nguyên đỏ và rừng xanh. Sọc trắng là màu của hòa bình.
Dạng cờ này được công nhận ngày 18 Tháng 2 năm 1965, tức ngày độc lập của Gambia.